# Ravno (kommun)
Kommunen Ravno (kroatiska: Općina Ravno, kyrillisk skrift: Општина Равно) är en kommun i kantonen Hercegovina-Neretva i södra Bosnien och Hercegovina. Kommunen hade 3 219 invånare vid folkräkningen år 2013, på en yta av 322,91 km².
Av kommunens befolkning är 81,80 % kroater, 17,33 % serber och 0,62 % bosniaker (2013). Före Bosnienkriget beboddes området av en serbisk majoritet.
Ravno var en egen kommun fram till 1963 då den uppgick i Trebinje. Efter Bosnienkriget i början på 1990-talet blev Ravno åter en egen kommun.